# Horné Turovce
Horné Turovce este o comună slovacă, aflată în districtul Levice din regiunea Nitra, pe malul râului Krupinica⁠(d). Localitatea se află la altitudinea de 150 m deasupra n.m., se întinde pe o suprafață de 12,97 km2 și în 2017 număra 588 de locuitori.

## Istoric
Localitatea Horné Turovce este atestată documentar din 1156.

## Demografie
| An:                | 1994 | 2004   | 2014   | 2024   |
| ------------------ | ---- | ------ | ------ | ------ |
| Număr de persoane: | 638  | 603    | 598    | 558    |
| Diferență:         |      | −5,48% | −0,82% | −6,68% |

| An:                | 2023 | 2024   |
| ------------------ | ---- | ------ |
| Număr de persoane: | 567  | 558    |
| Diferență:         |      | −1,58% |